# Titaguas
Titaguas, en castillan et officiellement (Titaigües en valencien), est une commune d'Espagne de la province de Valence dans la Communauté valencienne. Elle est située dans la comarque de Los Serranos et dans la zone à prédominance linguistique castillane.

## Géographie

Localisation de Titaguas
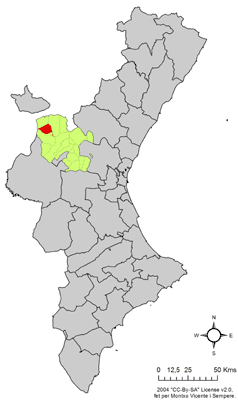
dans la Communauté valencienne.
dans la comarque de Los Serranos.

### Localités limitrophes
Le territoire communal de Titaguas est voisin de celui des communes suivantes :
Aras de los Olmos, Alpuente, Chelva et Tuéjar, toutes situées dans la province de Valence.

## Démographie
| 1990 | 1992 | 1994 | 1996 | 1998 | 2000 | 2002 | 2004 | 2005 |
| ---- | ---- | ---- | ---- | ---- | ---- | ---- | ---- | ---- |
| 622  | 613  | 609  | 556  | 554  | 555  | 543  | 544  | 522  |

## Personnage célèbre
Le botaniste Simón de Rojas Clemente Rubio est natif de Titaguas (1777-1827).

### Sources
- (es) Cet article est partiellement ou en totalité issu de l’article de Wikipédia en espagnol intitulé « Titaguas » (voir la liste des auteurs).